# Thalpomys
Thalpomys é um gênero de roedores da família Cricetidae.

## Espécies
- Thalpomys cerradensis Hershkovitz, 1990
- Thalpomys lasiotis Thomas, 1916